# BMW Seria 2 Gran Coupé
BMW Seria 2 Gran Coupé (cod model F44) este un sedan executiv subcompact fastback produs de BMW din 2020.